# Neoaulocystis
Neoaulocystis is een geslacht van sponsdieren uit de klasse van de Hexactinellida.

## Soorten
- Neoaulocystis cristata Reiswig & Kelly, 2011
- Neoaulocystis grayi (Bowerbank, 1869)
- Neoaulocystis polae (Ijima, 1927)
- Neoaulocystis zitteli (Marshall & Meyer, 1877)